# Онгфианг, Франк
Франк Оливье Онгфианг (фр. Frank Olivier Ongfiang; род. 6 апреля 1985, Яунде) — камерунский футболист, полузащитник

## Биография
Франк Онгфианг родился 6 апреля 1985 года в столице Камеруна Яунде. Когда ему было 10 лет, его семья переехала во Францию. В детстве Франк мечтал играть за испанский «Реал Мадрид». Его кумиром в футболе является Роналдиньо.
Онгфианг занимался в школе клуба «Нант», в 15 лет перешёл в «Бордо».

### Клубная карьера
В сезоне 2001/02 подписал контракт с итальянским клубом «Венеция». 17 марта 2002 года в 17 лет дебютировал в чемпионате Италии (Серии A) в выездном матче против «Кьево» (1:1), Онгфианг вышел на 90 минуте вместо Артуро ди Наполи. Летом 2002 года перешёл в «Палермо» из одноимённого города, после того как Маурицио Дзампарини, продав «Венецию», приобрёл контрольный пакет акций «Палермо». Вместе с Франком в сицилийский клуб перешли и многие другие игроки. В сезоне 2002/03 он сыграл 4 игры в Серия B.
Из-за того, что агент Онгфианга не смог договориться о продлении контракта, его отправляли в аренду. Вначале — в клуб Серии С1, «Чезену», где Онгфианг провёл 12 матчей и забил 1 гол. В сезоне 2004/05 он выступал на правах аренды в команде «Мартина», за которую сыграл 23 игры и забил 1 мяч.
Летом 2005 года перешёл в тунисский «Эсперанс». В 2005 выступал в Лиги чемпионов КАФ. В составе команды стал чемпионом Туниса и был признан лучшим иностранным игроком в сезоне 2005/06, также стал обладателем Кубка Туниса. Зимой 2007 года подписал контракт с «Аль-Айном» из ОАЭ. Онгфианг выступал в Лиге чемпионов АФК 2007, в матче против иранского «Сепахана» (3:2) Франк отметился забитым голом.
В 2008 году выступал за ливийский «Аль-Ахли» из Триполи. Затем находился в составе йоханнесбургского «Орландо Пайретс». В сезоне 2008/09 клуб стал серебряным призёром чемпионата ЮАР. После того, как его контракт закончился, Онгфианг покинул расположение команды в статусе свободного агента.
В марте 2011 года подписал контракт с кировоградской «Звездой». В Первой лиге Украины дебютировал 20 марта 2011 года в выездном матче против армянского «Титана» (0:0), Анатолий Бузник выпустил Онгфианга в стартовом составе, на 73 минуте он был заменён на Павла Чорномаза. В команде ему помогал адаптироваться Александр Батальский, который знал английский язык. Всего в «Звезде» футболист провёл около одного года, в Первой лиге сыграл 20 игр, в которых получил 2 жёлтые карточки и сделал 1 голевую передачу. Сайт Football.ua отмечал у Франка высокую технику и хорошую культуру паса. За короткое время Онгфианг стал любимцем местных болельщиков. В декабре 2011 года покинул расположение клуба в статусе свободного агента.
В марте 2013 года перешёл в бангладешский клуб «Шейх Руссел». В 2013 году выступал в чемпионате Анголы за «Бенфику» из Луанды. В начале 2014 года стал игроком индонезийской команды «Сриуиджая». В новой команде взял 25 номер. В чемпионате Индонезии дебютировал 2 февраля 2014 года в матче против «Персиба» из Бандунга, встреча закончилась поражением «Сриуиджаи» со счётом (1:0).

### Карьера в сборной
Выступал за юношескую сборную Камеруна до 17 лет. В составе сборной Камеруна до 20 лет провёл 5 матчей и забил 1 гол. Онгфианг был капитаном команды, которая боролась за выход на чемпионат Африки среди молодёжных команд 2005 в Бенине.
Выступал за молодёжную сборную Камеруна до 23 лет, где был капитаном. В феврале 2004 года был вызван в числе 42 человек для участия в отборочном турнире на Олимпийские игры 2004 на матч против Кот-д’Ивуара.
В ноябре 2004 года Винфрид Шефер вызвал Онгфианга в национальную сборную Камеруна на товарищескую игру против Германии (0:3), Франк тогда остался на скамейке запасных. В составе Камеруна участвовал на Всеафриканских играх 2007, в которых победу одержали неукротимые львы.

## Достижения
- Чемпион Туниса: 2005/06
- Обладатель Кубка Туниса: 2005/06
- Серебряный призёр чемпионата ЮАР: 2008/09

## Личная жизнь
Женат, воспитывает ребёнка. В свободное время слушает музыку афро-американского направления.